# Beurre de yack
Pour les articles homonymes, voir Beurre (homonymie).
Le beurre de yack est un beurre produit à partir du lait de la femelle du yack et consommé au Tibet. 
Il conviendrait donc de parler de beurre de dri, puisqu'il s'agit là du nom de la femelle du yack. Les produits laitiers de la dri constituent une base importante de l'alimentation tibétaine.  
Au Tibet, le beurre de yack est utilisé comme aliment, comme combustible pour s'éclairer (dans des lampes à beurre) et aussi comme cosmétique. Il est un des composants de la tsampa, plat à base de farine d'orge grillée.
Le beurre de Yack reste une production locale et ne fait pas partie des aliments mondialisés même s'il commence à être consommé en Occident.
C'est sous la forme du po cha, du thé noir au beurre de yack rance, que ce dernier est connu hors du Tibet, depuis les voyages d'Alexandra David-Néel. Toutefois, la consommation du thé au beurre de yack recule au Tibet, face à la consommation de boissons importées.